# Charing Cross
Charing Cross är en järnvägsstation samt en tunnelbanestation och en stadsdel (district) i centrala London, England. Tunnelbanan trafikeras av Bakerloo line vars station öppnade 1906 och Northern line som tillkom 1907.

## Bildgalleri

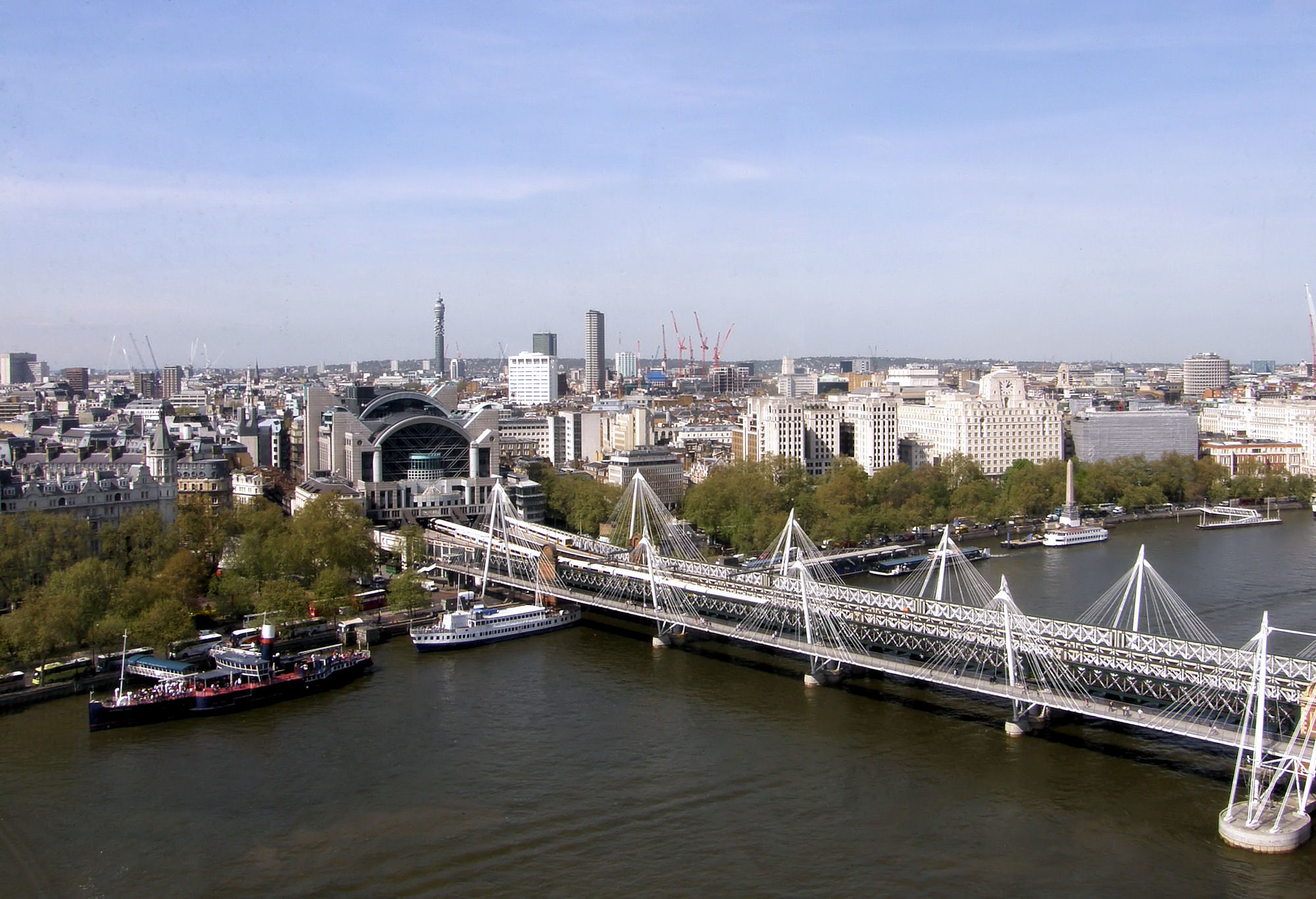
Vy över Charing Cross järnvägsstation
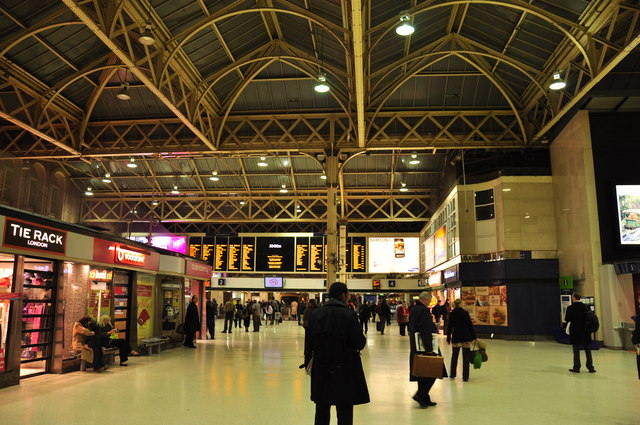
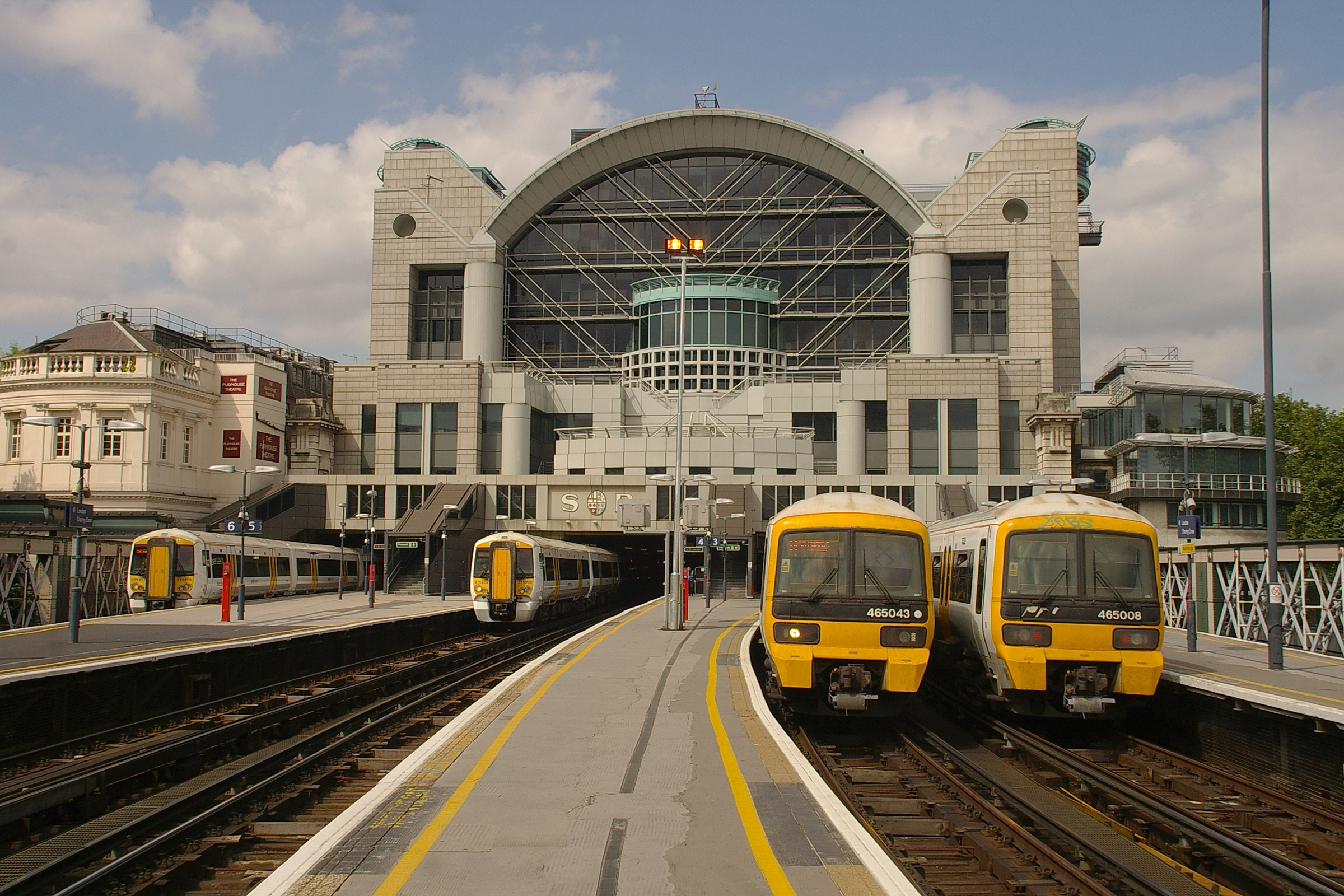
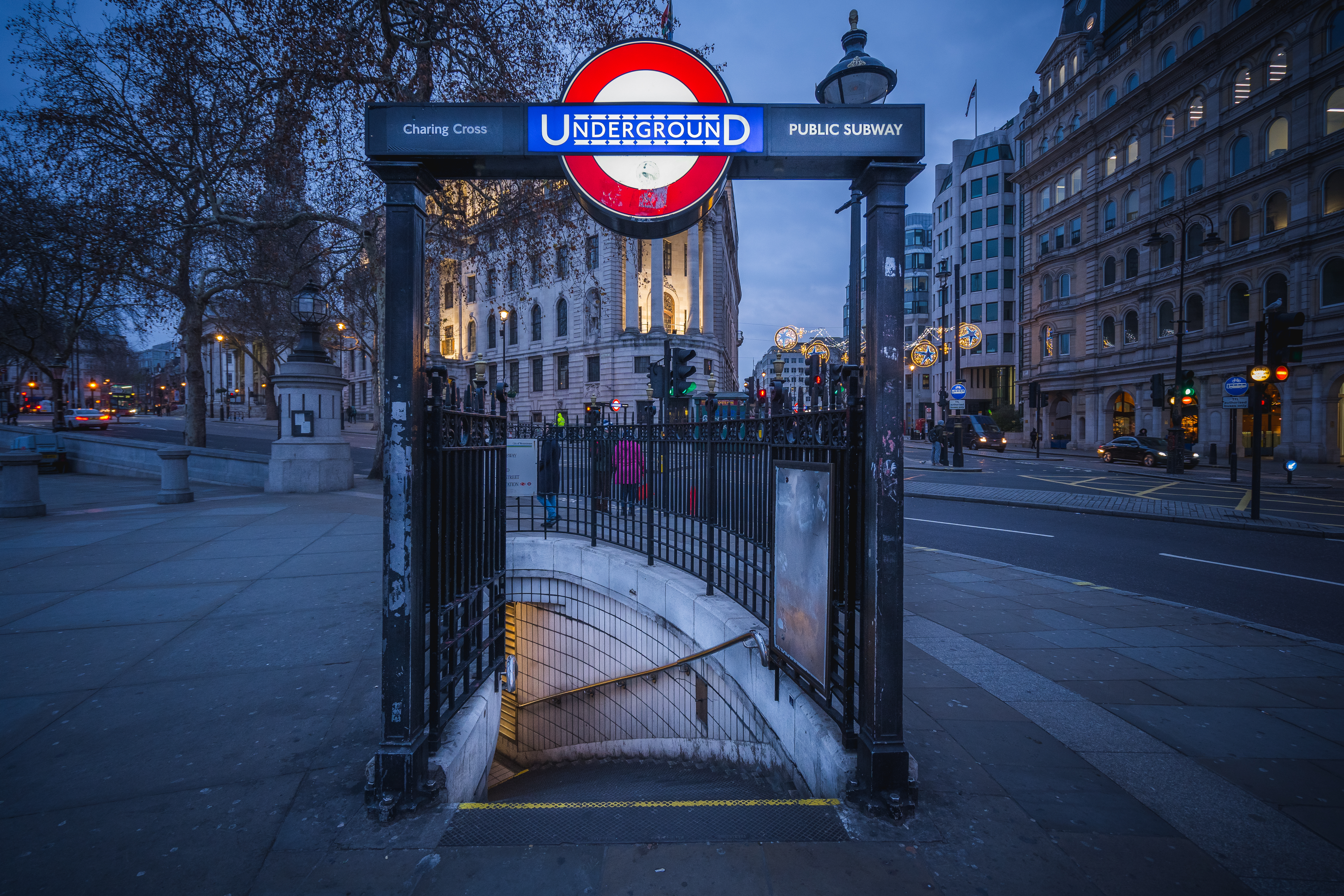
Entré till Underground
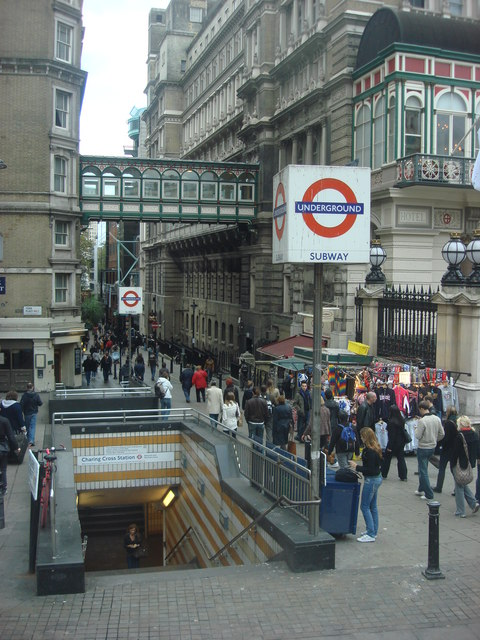
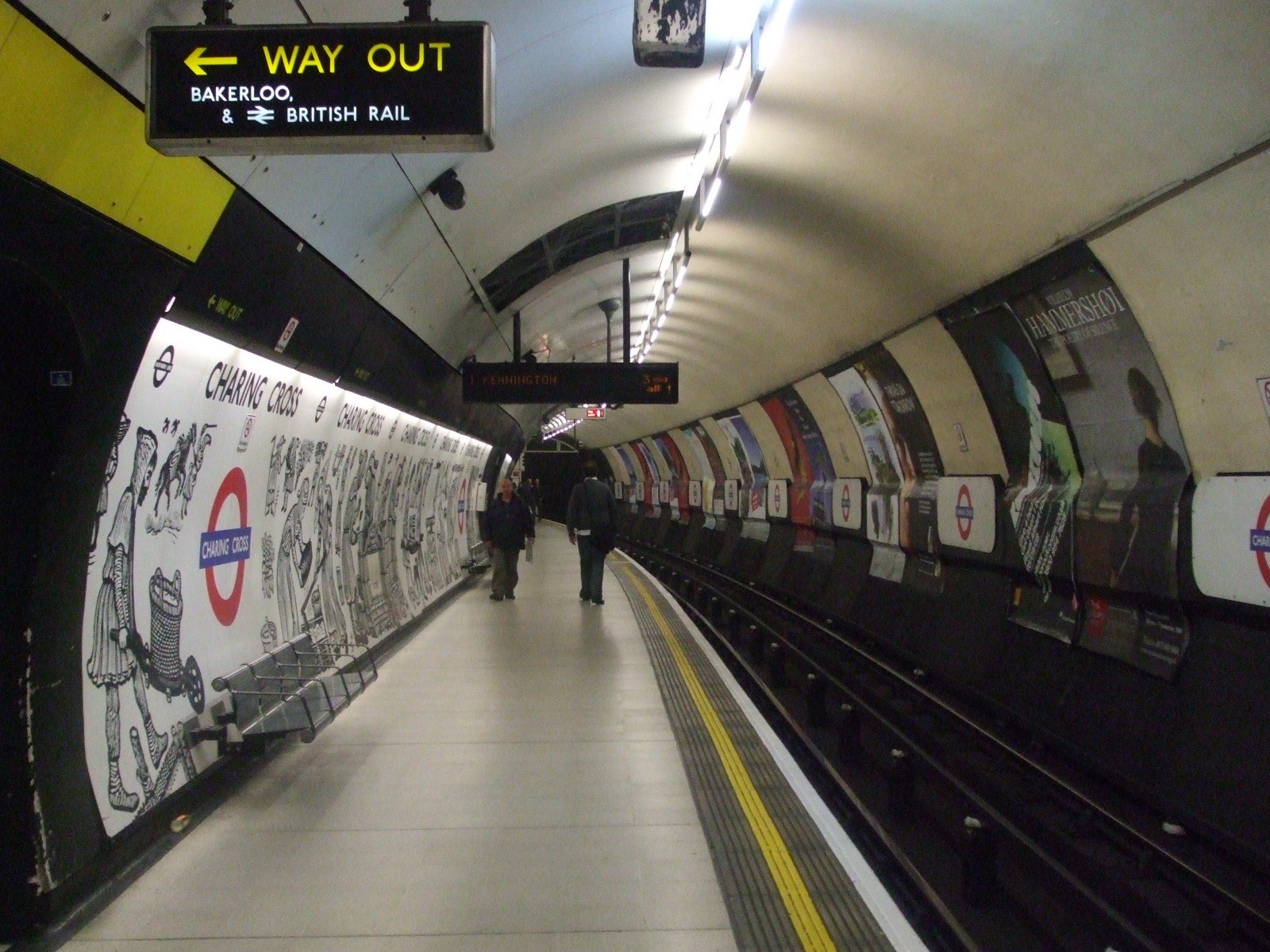
Northern line
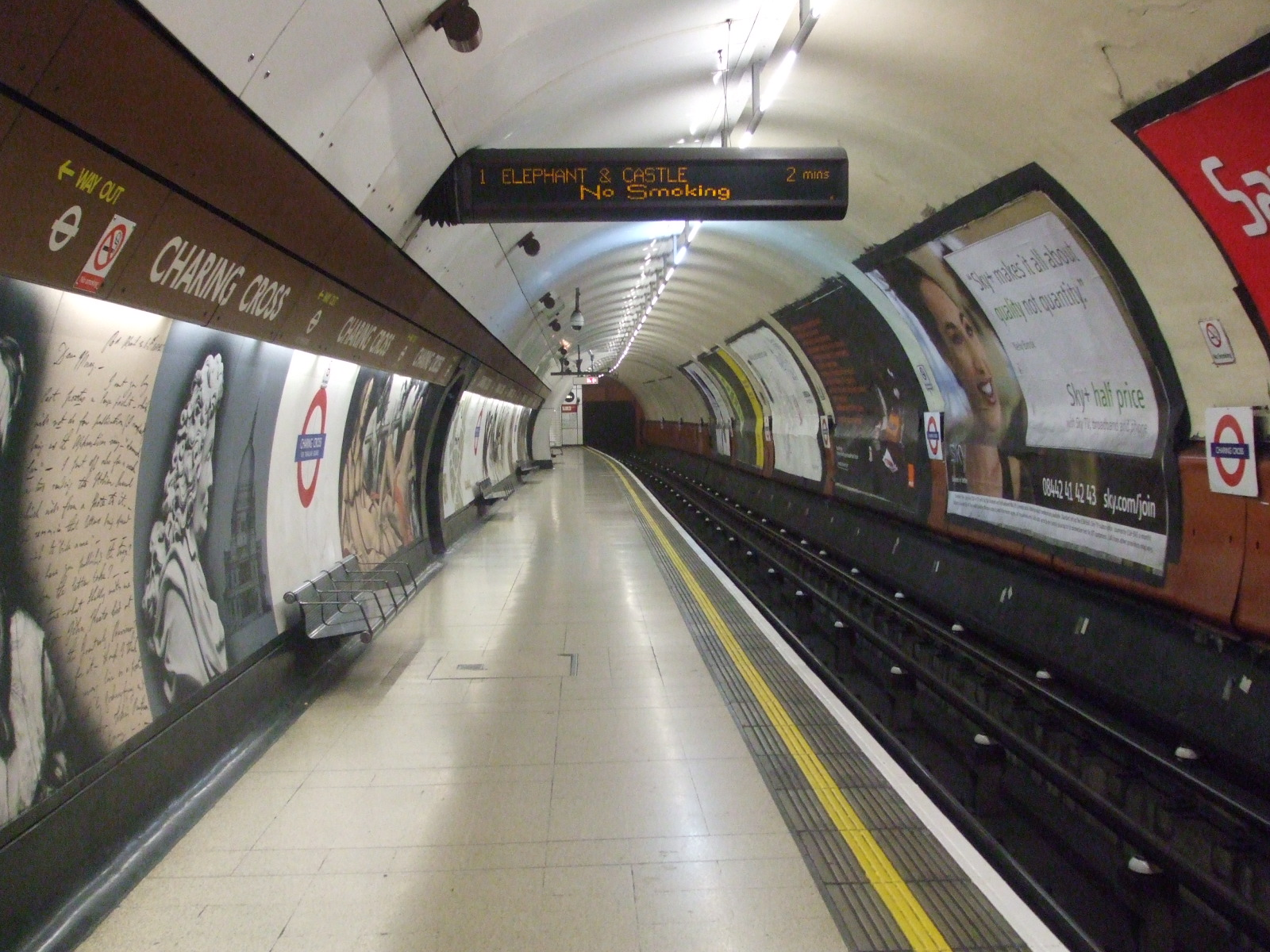
Bakerloo line